# Трифлуоперазин
Трифлуоперазин (англ. Trifluoperazine, лат. Trifluoperazinum) — синтетичний лікарський засіб, що є піперазиновим похідним фенотіазину та належить до групи антипсихотичних препаратів. Трифлуоперазин застосовується як внутрішньом'язово, так і перорально.

## Фармакологічні властивості
Трифлуоперазин — синтетичний антипсихотичний препарат, що є піперазиновим похідним фенотіазину. Механізм дії препарату полягає у блокуванні дофамінових рецепторів, переважно D2-типу, в мезолімбічній та мезокортикальній системах, а також блокуванні альфа-адренорецепторів ретикулярної формації у стовбурі головного мозку. Це призводить до блокування рухової активності, зменшення продуктивної психіатричної симптоматики (галюцинацій, маячення), а також каталептогенної дії. Усі ці ефекти призводять до вираженого антипсихотичного ефекту. Препарат має помірний седативний ефект, що виражений більше при галюцинаторних та маячних розладах, і застосування трифлуорперазину навіть призводить до незначного активування нервової системи. Препарат також незначно блокує м-холінорецептори, незначно знижує артеріальний тиск, має протиблювотний ефект, призводить до підвищення секреції пролактину в гіпофізі. Трифлуоперазин застосовується при різних психічних розладах, зокрема шизофренії, особливо тих, які перебігають із явищами психомоторного збудження, а також при неврозах із явищами тривоги і страху, рідше застосовують також для симптоматичного лікування нудоти і блювання. При застосуванні трифлуоперазину спостерігається більша кількість екстрапірамідних побічних ефектів, ніж при застосуванні інших нейролептиків, зокрема аміназину, проте в порівнянні з аміназином трифлуоперазин спричинює менш виражений седативний ефект та спричинює менше холінолітичних побічних ефектів.

### Фармакокінетика
Трифлуоперазин швидко й добре всмоктується як після внутрішньом'язового введення, так і після перорального застосування, біодоступність препарату становить 35 % у зв'язку з ефектом першого проходження через печінку. Максимальна концентрація трифлуоперазину досягається протягом 2—4 годин після перорального прийому препарату та протягом 1—2 годин після внутрішньом'язового введення. Препарат майже повністю (на 95—99 %) зв'язується з білками плазми крові. Трифлуоперазин проходить через гематоенцефалічний бар'єр, через плацентарний бар'єр та виділяється в грудне молоко. Препарат метаболізується в печінці з утворенням неактивних метаболітів. Виводиться трифлуоперазин з організму як із сечею, так і з жовчю. Період напіввиведення препарату становить 15–30 годин.

## Покази до застосування
Трифлуоперазин застосовують для лікування різних психічних розладів, зокрема шизофренії, переважно тих, які перебігають із явищами психомоторного збудження, а також при неврозах із явищами тривоги і страху, а також для симптоматичного лікування нудоти і блювання.

## Побічна дія
При застосуванні трифлуоперазину найчастішими побічними ефектами є екстрапірамідні побічні ефекти, зокрема дискінезія, тремор, ригідність м'язів, акатизія, вегетативні порушення. Іншими побічними ефектами при застосуванні препарату є:
- Алергічні реакції — шкірний висип, свербіж шкіри, фотодерматоз, еритема шкіри, кропив'янка, набряк Квінке, синдром Лаєлла, порушення пігментації шкіри, вовчакоподібний синдром.
- З боку травної системи — нудота, блювання, жовтяниця, холестатичний синдром, сухість у роті, порушення функції печінки, діарея або запор, паралітична кишкова непрохідність.
- З боку нервової системи — порушення свідомості, сонливість або безсоння, судоми, головний біль, запаморочення, дистонія, порушення терморегуляції, міоз, кон'юнктивіт, порушення гостроти зору, міастенія, депресія, вкрай рідко злоякісний нейролептичний синдром.
- З боку серцево-судинної системи — аритмії, подовження інтервалу QT, зниження зубця T на ЕКГ, тахікардія, артеріальна гіпотензія, стенокардія, периферичні набряки, біль у грудній клітці.
- З боку ендокринної системи та обміну речовин — гінекомастія, галакторея, аменорея, порушення менструального циклу, збільшення маси тіла, гіперглікемія, гіпоглікемія, фенілкетонурія.
- З боку сечостатевої системи — порушення статевої функції, затримка сечопуску, нетримання сечі, пріапізм.
- Зміни в лабораторних аналізах — лейкопенія, тромбоцитопенія, агранулоцитоз, панцитопенія, гемолітична анемія, апластична анемія, тромбоцитопенічна пурпура, еозинофілія.

## Протипокази
Трифлуоперазин протипоказаний при підвищеній чутливості до препарату, при важкому пригніченні нервової системи, важких серцево-судинних захворюваннях, вираженій артеріальній гіпотензії, важких захворюваннях крові, прогресуючих системних захворюваннях мозку, феохромоцитомі, кахексії, мікседемі, гіперплазії передміхурової залози, печінковій або нирковій недостатності, порушенні дихання, раку молочної залози, пролактинзалежних пухлинах, закритокутовій глаукомі, епілепсії, паркінсонізмі, вагітності та годуванні грудьми.

## Форми випуску
Трифлуоперазин випускається у вигляді таблеток по 0,001; 0,005 і 0,01 г; та в ампулах 0,2 % розчину по 1 мл.